# Матје Валбуена
Матје Валбуена (фр. Mathieu Valbuena; 28. септембар 1984) професионални је француски фудбалер који игра на позицији везног играча и тренутно наступа за грчки Олимпијакос.

## Успеси

### Клупски
Марсељ
- Прва лига Француске: 2009/10.
- Лига куп Француске: 2009/10, 2010/11, 2011/12.
- Суперкуп Француске: 2010, 2011.

Олимпијакос
- Суперлига Грчке: 2019/20.[3]
- Куп Грчке: 2019/20.

### Индивидуални
- Тим сезоне Прве лиге Француске: 2007/08, 2012/13.[4]
- Гол сезоне Прве лиге Француске: 2007/08.[5]